# هوآ لو
هوآ لو (به لاتین: Hoa Lư) یک شهر در ویتنام است که در استان نین بین واقع شده‌است.

## خصوصیات
هوآ لو ۱۰۰٬۰۰۰ نفر جمعیت دارد.